# 1993 UC1
1993 UC1 är en asteroid i huvudbältet som upptäcktes den 19 oktober 1993 av den amerikanska astronomen Eleanor F. Helin vid Palomarobservatoriet.
Asteroiden har en diameter på ungefär 8 kilometer.